# Sospensione anfistilica
Tipo di sospensione mandibolare tipica dei Condroitti primitivi, degli Acantodi e degli Osteitti primitivi in cui la cartilagine del palatoquadrato si articola in uno o più punti con il condrocranio. La parte posteriore del palatoquadrato è sostenuta dall'iomandibolare, che a sua volta è articolato con la capsula otica del condrocranio. Tra l'iomandibolare e la cartilagine palatoquadrata si colloca lo spiracolo.
Questo tipo di sospensione, che si ritrova anche nei Coanati (antenati dei Vertebrati terrestri), non permette un movimento autonomo dell'arco mandibolare, come negli squali attuali e negli osteitti (sospensione iostilica), essendo intimamente legato al cranio che ne segue i movimenti.